# 이구아나속
이구아나(스페인어: Iguana)는 중앙아메리카, 남아메리카, 그리고 카리브 제도에 서식하는 이구아나과의 도마뱀무리이다. 녹색이구아나와 소앤틸리스이구아나 두종이 있다. 이구아나의 어원은 원래 타이노 어로 이들을 가리키는 말인 "Iwana"의 에스파냐어 형태이다.

## 하위 종
- 녹색이구아나 ("Green iguana")
- 소앤틸리스이구아나 (Iguana delicatissima)